# 茂比利街

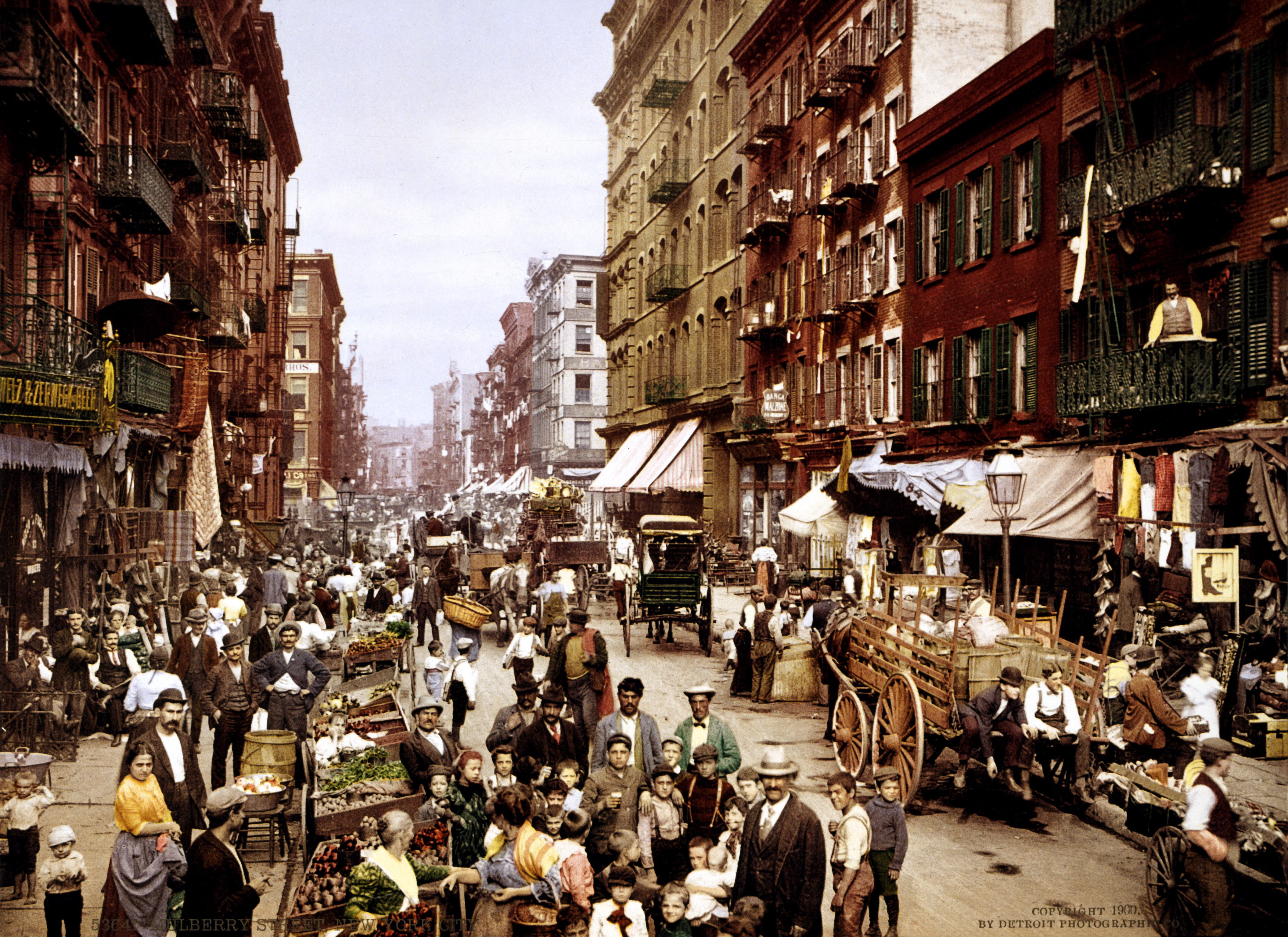
茂比利街，1900年

茂比利街（Mulberry Street）是美國纽约市曼哈顿下城的一条主要街道,历史上与意大利移民的文化和历史相关，在19世纪末和20世纪初是曼哈顿的小意大利的心脏。
这条街最迟在1755年已经出现在地图上。
这条街得名于茂比利街弯曲处曾经种植的桑树。